# Leucanopsis contempta
Leucanopsis contempta là một loài bướm đêm thuộc phân họ Arctiinae, họ Erebidae.